# Correio Paulistano
El Correio Paulistano fue un periódico brasileño del estado de São Paulo. Se empezó a publicar en junio de 1854 y fue el primer periódico paulista de frecuencia diaria y el tercero de Brasil. Su fundador fue Joaquim Roberto de Azevedo Marques y su presidente redactor Pedro Taques de Almeida Alvim. 
El periódico tuvo una orientación liberal para su época y, luego de la creación del Partido Republicano Paulista en la Convención de Itu, pasó a ser su órgano oficial en junio de 1890. Abogó por la abolición de la esclavitud y la causa republicana. También fue el único de los grandes periódicos paulistanos en apoyar la Semana de Arte Moderna de 1922.
Tras la revolución de 1930, el periódico fue cerrado hasta 1934, por orden de Getúlio Vargas. Sus oficinas fueron incorporadas al patrimonio del Estado. De ahí en adelante tuvo varios propietarios hasta ser cerrado definitivamente en 1963.